# Stützverschluss
Ein Stützverschluss ist ein Plosiv, der zur Ausspracheerleichterung in eine Lautfolge eingeschoben wird und nicht etymologisch motiviert ist.

## Beispiele
- mhd. eigenlich > nhd. eigentlich
- eben > berlinerisch ebent
- Schwein + bairisches Diminutivsuffix -erl = Schweinderl (n.)

Ein Beispiel für einen etymologisch motivierten Fall – und somit abzugrenzen von einem Stützverschluss – ist:

- nhd. Kamm vs. bairisch Kamp(e)l (m.) – vgl. mhd. kamp, engl. comb

Hier ist der Plosiv der älteren Form zuzuordnen. Der Plosiv schwand durch eine Assimilation, allerdings nicht flächendeckend, sodass er in konservativen Dialekten fortbestehen konnte. 